# 中華民國駐教廷大使館
中華民國駐教廷大使館（拉丁語：Legatio Rei Publicae Sinarum (Taiwan) ad Sanctam Sedem）是中華民國對聖座設置的外交代表機構，館址位於義大利首都羅馬的協和大道，靠近聖座實際領土所在的梵蒂岡城。該館自2001年以後是中華民國在歐洲的唯一大使館。
2010年起，中華民國駐教廷大使館負責对圣座以及馬爾他騎士團的外交事務。2018年1月25日以前，該館曾替在羅馬的中華民國僑民提供護照遺失、急難救助等領事業務。該館是中華民國在歐洲進行外交活動的重要據點，負責中華民國總統與教宗接見，並支援主要在義大利羅馬的各項活動。

## 歷史

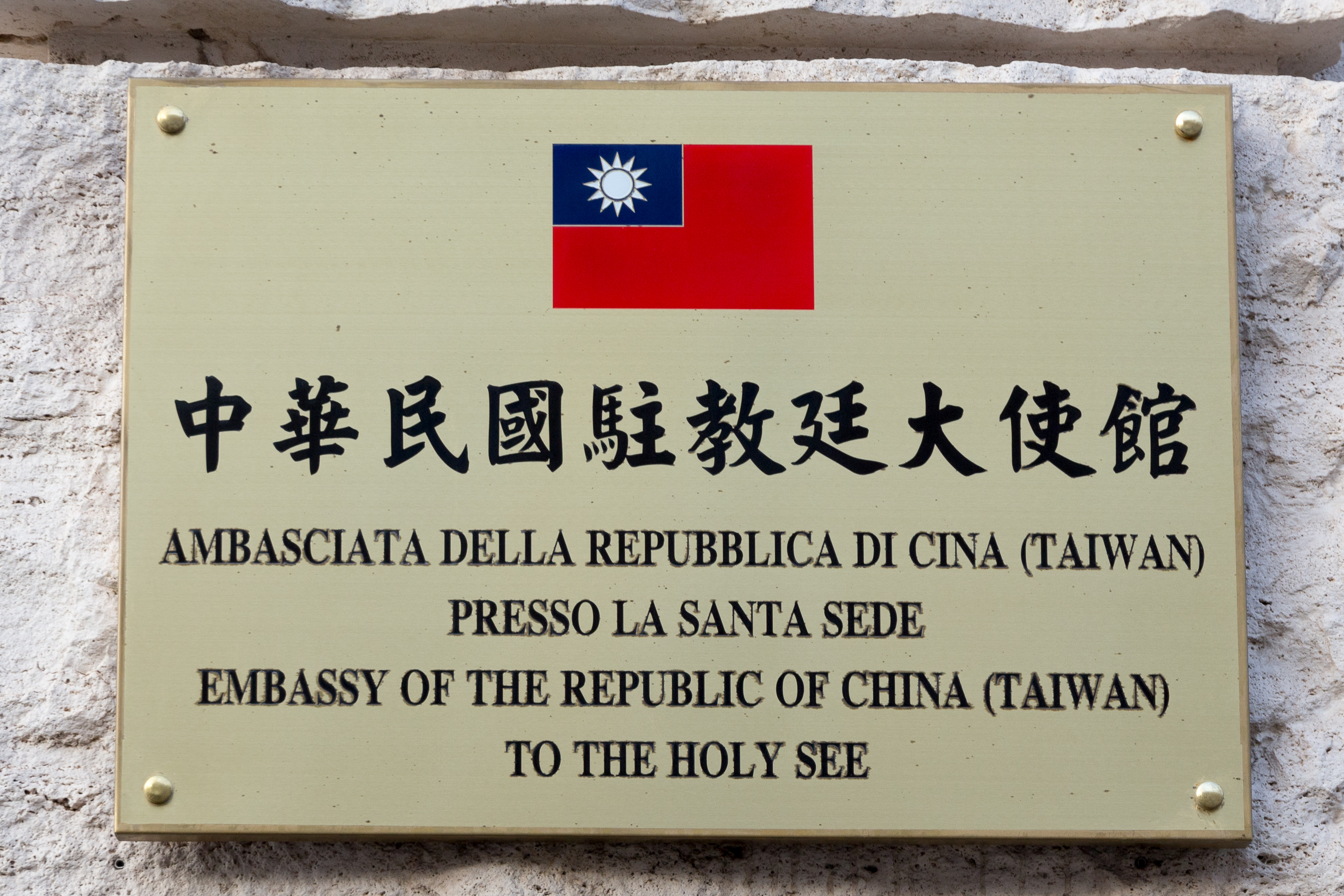
中華民國駐教廷大使館門前告示牌

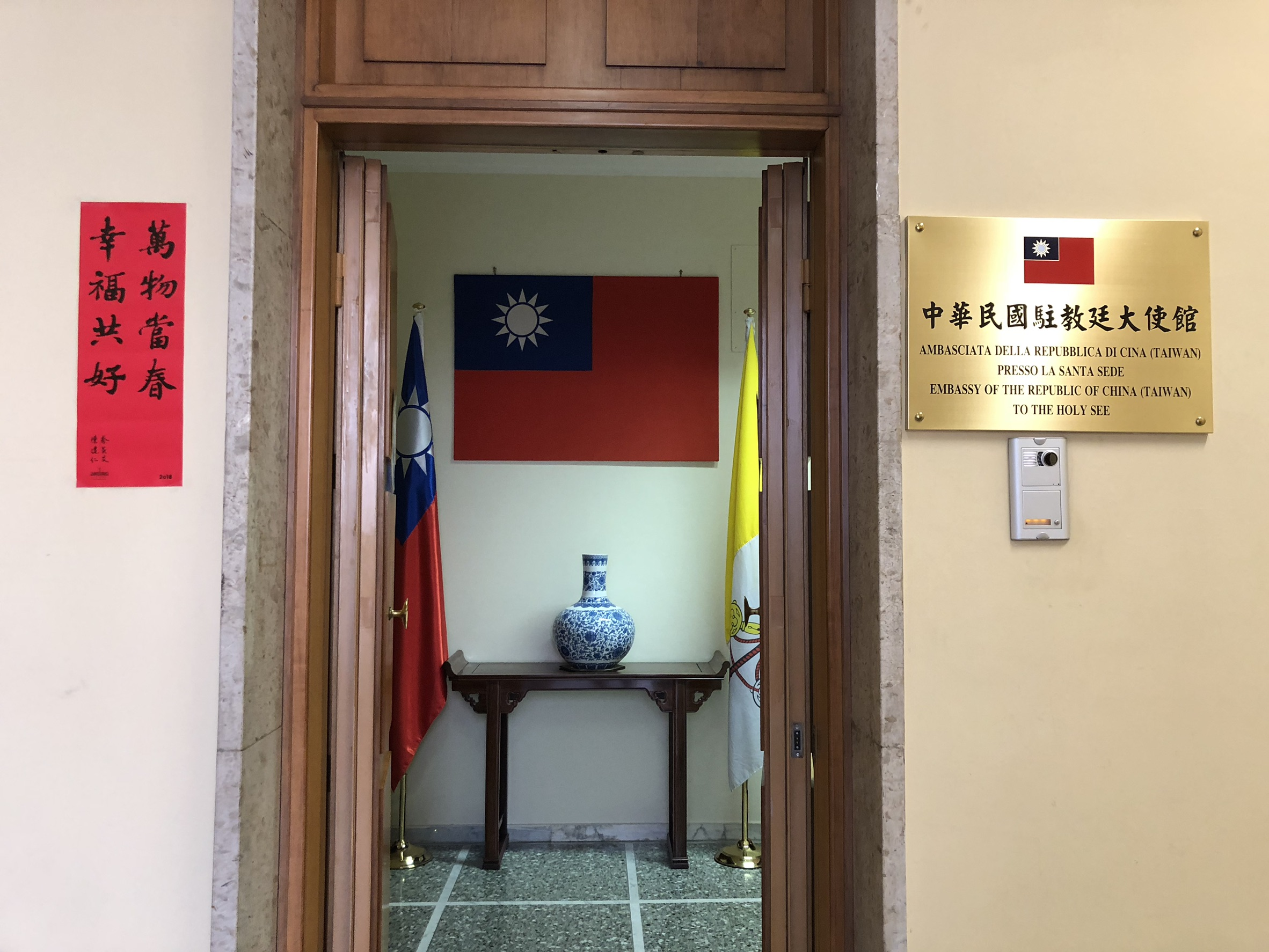
駐教廷大使館內景

中華民國與梵蒂岡的外交關係起於二戰期間。兩國於1942年7月正式建交。
1943年1月26日，中華民國駐教廷公使謝壽康抵達羅馬，在教廷的安排下直接入住梵蒂岡城的臨時館舍，確定了正式的外交關係。二戰後，中華民國駐梵蒂岡公使館遷出梵蒂岡城，並在羅馬市區設館。1959年6月，公使館升格為「中華民國駐梵蒂岡大使館」，由謝壽康成為首任駐教廷大使。
2005年3月，大使館自羅馬市區搬遷到協和大道4號，位於教廷所屬的大樓。新館大樓面向天主教信仰中心的梵蒂岡城，靠近每天遊客眾多的聖伯多祿大殿，館舍懸掛代表中華民國的青天白日滿地紅旗。

## 外部連結
- 駐教廷大使館 （页面存档备份，存于）